# Canhabaque

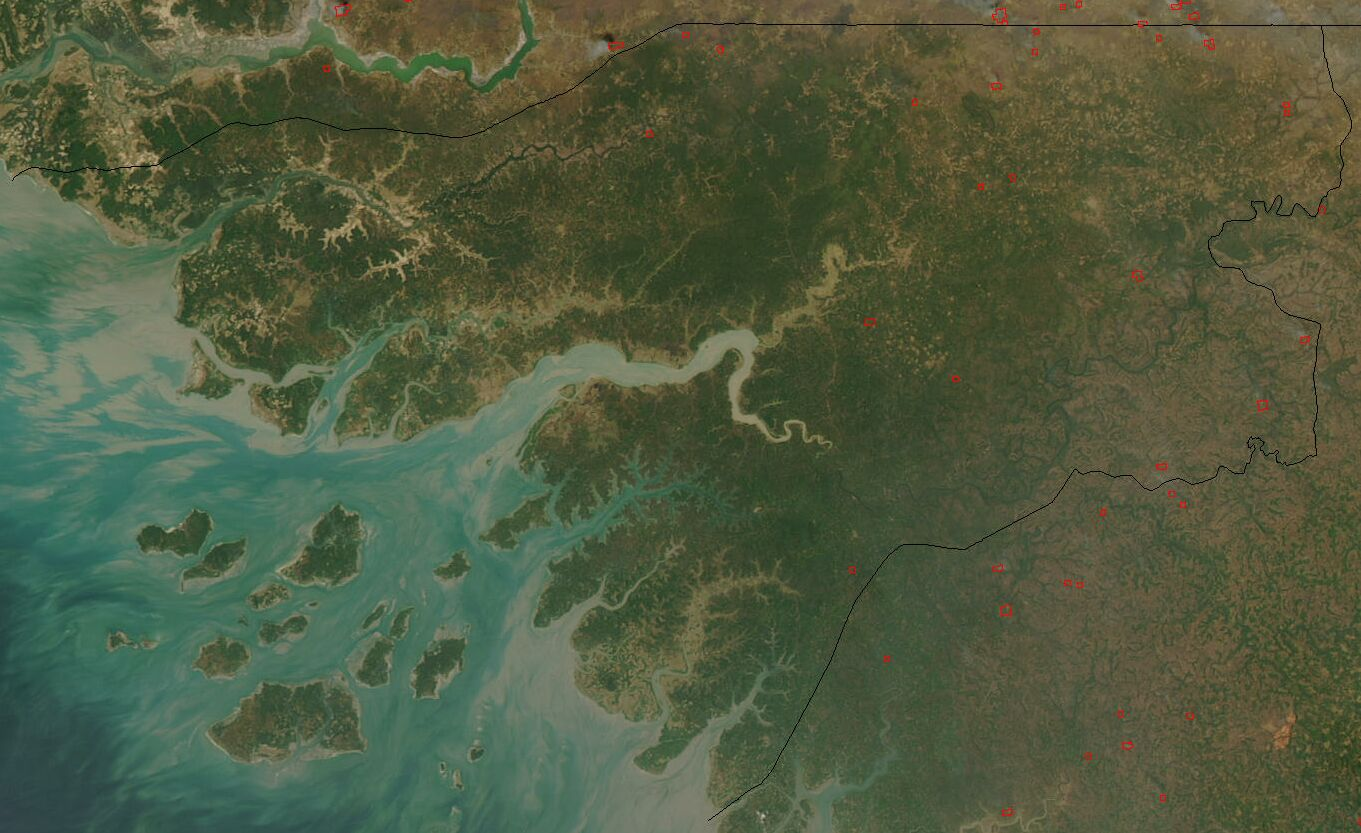
Arquipélago dos Bijagós, frente à foz do rio Geba, na Guiné-Bissau, visto de satélite.

Canhabaque, também conhecida por Roxa, é uma ilha do Arquipélago dos Bijagós, na costa ocidental africana. A ilha tem 111 km² de área.
A ilha de Roxa é ligeiramente elevada e coberta de vegetação.